# Гусаківська сільська рада (Мостиський район)
| Гусаківська сільська рада — колишній орган місцевого самоврядування у Мостиському районі Львівської області з адміністративним центром у с. Гусаків. Історична дата утворення: в 1940 році. Водоймища на території, підпорядкованій даній раді: річка Бухта. Сільській раді були підпорядковані населені пункти: - с. Гусаків - с. Боєвичі - с. Гориславичі - с. Радохинці |

## Склад ради
Рада складалася з 16 депутатів та голови.

### Керівний склад ради
| ПІБ                      | Основні відомості                                                                | Дата обрання | Дата звільнення |
| ------------------------ | -------------------------------------------------------------------------------- | ------------ | --------------- |
| Мазур Андрій Андрійович  | Сільський голова, 1953 року народження, освіта, член Української Народної Партії | 26.03.2006   | 31.10.2010      |
| Мазур Андрій Андрійовисч | Сільський голова, 1953 року народження, освіта вища, безпартійний                | 31.10.2010   |                 |

Примітка: таблиця складена за даними джерела